# Deep Forest
Deep Forest è un gruppo musicale che comprende i due musicisti francesi, Éric Mouquet e Michel Sanchez. Il loro stile musicale può definirsi world music, un punto di incrocio fra sonorità etniche, musica elettronica e suoni naturali. Sono stati nominati per il Grammy Award for the Best World Music nel 1993 per il disco Deep Forest, Grammy che hanno poi vinto nel 1996 con l'album Boheme. Una parte degli incassi derivati dalle vendite dei loro dischi è stata donata ad istituzioni caritatevoli. La loro canzone più famosa è Sweet Lullaby.

## Discografia

### Album
- 1992 – Deep Forest
- 1994 – World Mix
- 1995 – Boheme
- 1996 – Pangea
- 1997 – Comparsa
- 1999 – Made in Japan
- 2000 – Pacifique
- 2002 – Music Detected
- 2003 – Essence of Deep Forest
- 2004 – Essence of the Forest
- 2004 – Kusa No Ran (Solo in Giappone)
- 2008 - Deep Brasil
- 2013 - Deep Africa
- 2016 - Evo Devo

### Singoli
- 1992 – Deep Forest
- 1992 – Sweet Lullaby
- 1992 – White Whisper
- 1993 – Forest Hymn
- 1994 – Savana Dance
- 1995 – Boheme
- 1995 – Boheme (The Remixes)
- 1995 – Marta's Song
- 1995 – Marta's Song (The Remixes)
- 1996 – While the Earth Sleeps
- 1996 – Bohemian Ballet (Promo)
- 1997 – Freedom Cry
- 1997 – Madazulu
- 1998 – Media Luna
- 1998 – Noonday Sun
- 1999 – Hunting (Live)
- 1999 – Sweet Lullaby (Live)
- 2000 – Pacifique
- 2002 – Endangered Species
- 2002 – Will You Be Ready (Promo)
- 2013 – Dub Africa (Gaudi remix)
- 2016 – Sing With The Birds (Gaudi remix)